# Nels Stewart
Nelson „Nels“ Stewart  (* 29. Dezember 1902 in Montreal, Québec; † 21. August 1957) war ein kanadischer Eishockeyspieler, der von 1925 bis 1940 für die Montreal Maroons, Boston Bruins und New York Americans in der National Hockey League spielte.

## Karriere
Sie nannten den bulligen Stewart „Old Poison“, als er mit Babe Siebert und Hooley Smith die „S-Line“ bei den Montreal Maroons bildete. Bereits in seiner ersten NHL-Saison konnte er mit den Maroons den Stanley Cup gewinnen. Es sollte sein einziger bleiben. Sein akkurater Schuss war in der ganzen Liga gefürchtet, doch er zögerte auch nicht, den Schläger gegen seinen Gegenspieler zu erheben.
Er wirkte auf Grund seiner stämmigen Statur langsam, was ihn nicht daran hinderte, 324 Tore zu erzielen. 1937 hatte niemand mehr Tore in der NHL geschossen und erst 1952 wurde er von „The Rocket“ Maurice Richard überholt. Als er 1940 zurücktrat, hatte er mit 953 Minuten auch die meisten Strafminuten zu dieser Zeit.
1952 wurde er mit der Aufnahme in die Hockey Hall of Fame geehrt.

## Sportliche Erfolge
- Stanley Cup: 1926

### Persönliche Auszeichnungen
- Hart Memorial Trophy: 1926 und 1930
- NHL-Topscorer: 1926 (später wurde hierfür die Art Ross Trophy vergeben)
- Bester Torschütze: 1926 und 1937 (später wurde hierfür die Maurice Richard Trophy vergeben)

## Rekorde
- 4 Sekunden für 2 Tore (3. Januar 1931; Montreal Maroons - Bruins 5:3) gemeinsam mit Deron Quint.